# علم تشكل النبات
علم تشكل النبات (بالإنجليزية: plant morphology أو Phytomorphology): هي دراسة شكل النباتات الخارجية وبنيتها. تُعتَبر دراسة مورفولوجيا النبات عادةً مختلفةً عن علم تشريح النبات، الذي يدرس البنية الداخلية للنباتات وبالأخص على المستوى المجهري. تفيد مورفولوجيا النبات في التعرف البصري على النباتات.

## مجال الدراسة
تمثل مورفولوجيا النبات «دراسة نمو النباتات وشكلها وبنيتها، وتحاول ضمنيًا تفسيرها بالاعتماد على التصميم المنشأ». يوجد أربع مجالات للبحث في علم مورفولوجيا النبات ويتداخل كل منها مع مجال آخر من علوم الأحياء.
أولًا، مورفولوجيا النبات هي علم مقارن، ويعني ذلك أن علماء المورفولوجيا يفحصون التراكيب الخاصة بالعديد من النباتات المختلفة للنوع نفسه أو لأنواع مختلفة، ثم يجرون مقارنات ويستنبطون أفكارًا عن أوجه التشابه. تُدعى التراكيب الموجودة عند أنواع مختلفة بأنها تناددية، عندما يُعتقد بأنها قد نشأت وتطورت عند تلك الأنواع نتيجة مسارات جينية موروثة مشتركة. على سبيل المثال، تبدو أوراق الصنوبر والبلوط والملفوف مختلفة كثيرًا، ولكنها تشترك في بنيتها الأساسية وترتيب أجزائها. يعَد تنادد الأوراق أمرًا يسهل استنتاجه. يذهب علماء المورفولوجيا أبعد من ذلك ويكتشفون أن أشواك الصبار تشترك مع الأوراق عند النباتات الأخرى في البنية الأساسية نفسها والنمو والتمايز ذاته، وبذلك فإن أشواك الصبار والأوراق متناددات. يتداخل هذا الجانب من مورفولوجيا النبات مع دراسة علم تطور النباتات وعلم النباتات القديمة.
ثانيًا، يدرس علم مورفولوجيا النبات كلًا من التراكيب الخضرية (الجسمية) والتراكيب التكاثرية. تتضمن التراكيب الخضرية لدى النباتات الوعائية دراسة النظام الخضري (نظام الساق) الذي يتألف من الساق والأوراق، والنظام الجذري. التراكيب التكاثرية أكثر تباينًا، وعادةً ما تكون متخصصة بمجموعة معينة من النباتات، ومنها الأزهار والبذور، والأكياس البوغية عند السرخسيات والكبسولات عند الحزازيات. أدت الدراسة المفصلة للتراكيب التكاثرية في النباتات إلى اكتشاف تعاقب الأجيال الموجود في جميع النباتات ومعظم الطحالب. يتداخل هذا المجال من مورفولوجيا النبات مع دراسة التنوع الحيوي وتصنيف النبات.
ثالثًا، تدرس مورفولوجيا النبات بنية النباتات على مستويات مختلفة أصغرها هو التركيب الدقيق الذي يعبر عن الخصائص البنيوية العامة للخلايا التي لا تُرى إلا بواسطة المجهر الإلكتروني، وعلم الخلية وهو دراسة الخلايا باستخدام المجهر الضوئي، وتتداخل دراسة مورفولوجيا النبات على هذا المستوى مع علم تشريح النبات. تُعتبر دراسة سلوك نمو النبات أكبر نطاقات الدراسة التي يهتم بها علم مورفولوجيا النبات وتعبر عن بنية النبات الكلية. يختلف نمط تفرع الأشجار بين نوعٍ وآخر، وأيضًا مظهر النبات الذي يكون إما شجرة أو نباتًا عشبيًا أو نجيليًا.
رابعًا، تدرس مورفولوجيا النبات نمط النمو، وهو عملية تشكل التراكيب النباتية ونضجها أثناء نمو النبات. تنتج الحيوانات جميع أجزاء الجسم التي ستمتلكها في مرحلة مبكرة من حياتها، بينما تستمر النباتات بإنتاج أنسجة وتراكيب جديدة طيلة فترة حياتها. قد تتأثر طريقة نضج التراكيب الجديدة بعد أن تنتجها النباتات بالموعد الذي تبدأ فيه بالتطور خلال حياة النبات، إضافة إلى تأثرها بالظروف البيئية التي تتعرض لها. يدرس علماء المورفولوجيا هذه العملية وأسبابها ونتائجها. يتداخل هذا المجال من مورفولوجيا النبات مع علم فيزيولوجيا النبات وعلم البيئة.

## الخصائص الخضرية والتكاثرية
تتعامل مورفولوجيا النبات مع كل من التراكيب الخضرية والتكاثرية لدى النباتات.
تشمل التراكيب الخضرية (الجسمية) للنباتات الوعائية نظامي أعضاء رئيسين هما: (1) النظام الخضري الذي يتألف من الساق والأوراق و(2) النظام الجذري. تشترك جميع النباتات الوعائية تقريبًا بوجود هذين النظامين اللذان يقدمان موضوعًا موحدًا لدراسة مورفولوجيا النبات.
في المقابل، تتباين التراكيب التكاثرية وعادةً ما تكون متخصصة بمجموعة معينة من النباتات، ومنها الأزهار والبذور، والأكياس البوغية عند السرخسيات والكبسولات عند الحزازيات، وتوجد المخاريط البذرية فقط في المخروطيات وعاريات البذور الأخرى. لذلك تُعتبر الصفات التكاثرية أكثر فائدة في تصنيف النباتات من الصفات الخضرية.

### الاستخدام في التعرف على النباتات
يستخدم علماء الأحياء النباتيين صفات النباتات المورفولوجية التي يمكن مقارنتها وقياسها وعدها ووصفها لتقييم الاختلافات وأوجه التشابه بين المراتب التصنيفية النباتية واستخدام تلك الصفات في التعرف على النباتات وتصنيفها ووصفها.
عندما تُستخدم الصفات في الوصف أو تحديد الهوية، فإنها تدعى صفات تشخيصية أو مفتاحية، ويمكن أن تكون إما كمية أو نوعية.
الصفات الكمية هي خصائص مورفولوجية قابلة للعد أو القياس مثل: نوع نباتي يمتلك بتلات أزهار بعرض 10-12 مم.
الصفات النوعية هي خصائص مورفولوجية مثل شكل الورقة أو لون الزهرة أو وجود الزغب.
يمكن لكلا النوعين من الصفات أن يكون مفيدًا جدًا في التعرف على النباتات.

### تعاقب الأجيال
أدت الدراسة المفصلة للتراكيب التكاثرية عند النباتات إلى اكتشاف عالم النبات الألماني فيلهلم هوفمايستر تعاقب الأجيال الموجود لدى جميع النباتات ومعظم الطحالب. يعَد هذا الاكتشاف أحد أهم الاكتشافات في علم مورفولوجيا النبات؛ لأنه يوفر أساسًا مشتركًا لفهم دورة حياة جميع النباتات.

### التصبُّغ في النباتات
الوظيفة الرئيسة للصبغات في النباتات هي التمثيل الضوئي، الذي يستخدم الصباغ الأخضر الكلوروفيل إلى جانب عدة صبغات حمراء وصفراء تُساعد في التقاط أكبر كمية ممكنة من الطاقة الضوئية. تعد الصبغات عاملًا مهمًا في جذب الحشرات إلى الأزهار لتشجيع التلقيح.
تشمل الصبغات النباتية مجموعات متنوعة من الجزيئات بما في ذلك البورفيرينات والكاروتينات وصبغات الأنثوسيانين والبيتالين. تمتص جميع الصبغات الحيوية الضوء بطول موجة محدد وتعكس ما دون ذلك. قد يُستخدم الضوء الذي النبات لتوفير الطاقة للتفاعلات الكيميائية، بينما تحدد أطوال الموجات الضوئية المنعكسة لون الصبغة الذي يظهر للعين.